# Anthela limonea
Anthela limonea là một loài bướm đêm thuộc họ Anthelidae. Loài này có ở Úc.